# Classe Anzac
Pour les articles homonymes, voir ANZAC.
La classe Anzac (également orthographiée classe ANZAC) est une série de frégates commandée par la marine australienne et la marine néo-zélandaise.
C'est la variante type MEKO 200 ANZ développée par le chantier naval de Blohm & Voss Hambourg de la firme allemande ThyssenKrupp Marine Systems conceptrice des navires de guerre de la famille MEKO.

## Conception
Elles sont toutes construites par la division navale de la société privée Tenix Defence sur les chantiers navals Transfield de Williamstown à Melbourne et de Henderson à Perth en Australie, et de Whangarei en Nouvelle-Zélande.
Elles sont plus grandes que les premières frégates de la classe Yavuz et sont également plus rapide grâce à l'aide du système CODOG (combiné diesel-gaz) avec une turbine à gaz General Electric LM2500 de 30 000 ch et deux moteurs diesel MTU 16 V 1163 TB 83 de 8 800 ch actionnant deux hélices.
En octobre 2013, il est annoncé que la Nouvelle-Zélande équipera ses deux navires du système surface-air Sea Ceptor en remplacement des Sea Sparrow.

## Électronique
- Un radar de veille air SPS-49(v)8
- Un radar de veille air/surface Sea Giraffe 150HC
- Un radar KAE 8600
- Un radar de conduite de tir CEROS 200 CW1
- Une conduite de tir Radamec 2500
- Une conduite de tir Mk73 (pour les missiles Sea Sparrow)
- Un sonar de coque Spherion B
- Un sonar remorqué Kariwara
- Un détecteur Spectre A (Centaur pour les frégates néo-zélandaises jusqu'en 2006, en cours de remplacement sur les frégates australiennes)
- Deux lance-leurres Mark 36 SRBOC (avec leurres Sea Gnat)
- Deux lance-leurres Nulka
- Un intercepteur Telegon 10
- Un bruiteur remorqué SLQ-25 Nixie
- Un système de combat 9 LV 453 Mk3
- Un système de communication Inmarsat (navires néo-zélandais)

Les frégates australiennes reçoivent entre 2004 et 2012 de nouveaux équipements électroniques :
- Un deuxième radar de conduite de tir (CEA Mount à 4 faces)
- Un nouveau radar de veille à 6 faces (CEA FAR) à la place du Sea Giraffe.
- Un sonar d'évitement de mines Petrel
- Deux systèmes de veille infrarouges VAMPIR NG
- Leurres antitorpilles LEAD
- Un système MTWAN (Maritime Tactical Wide Area Net Work)
- Un système de transmission Fleetsatcom (dans le cadre du programme Sea 1448 ASMD (AntiShip Missile Defence))
- Un système de combat 9 LV Mk3E (CETRIS)

Entre 2008 et 2012, les frégates néo-zélandaises vont recevoir un brouilleur APECS II, des leurres Nulka et une antenne ETBF FMS 15/2

## Les bâtiments
Marine royale australienne
| N° coque | Nom             | Lancement         | Service effectif | Fin de carrière         | Photo |
| -------- | --------------- | ----------------- | ---------------- | ----------------------- | ----- |
| 150      | HMAS Anzac      | 16 septembre 1994 | 13 mai 1996      | Australie - en activité |       |
| 151      | HMAS Arunta     | 28 juin 1996      | 12 décembre 1998 | Australie - en activité |       |
| 152      | HMAS Warramunga | 23 mai 1998       | 31 mars 2001     | Australie - en activité |       |
| 153      | HMAS Stuart     | 17 avril 1999     | 17 août 2002     | Australie - en activité |       |
| 154      | HMAS Parramatta | 17 juin 2000      | 4 octobre 2003   | Australie - en activité |       |
| 155      | HMAS Ballarat   | 25 mai 2002       | 26 juin 2004     | Australie - en activité |       |
| 156      | HMAS Toowoomba  | 16 mai 2003       | 8 octobre 2005   | Australie - en activité |       |
| 157      | HMAS Perth      | 20 mars 2004      | 26 août 2006     | Australie - en activité |       |

Marine royale néo-zélandaise
| N° coque | Nom           | Lancement       | Service effectif | Fin de carrière              | Photo |
| -------- | ------------- | --------------- | ---------------- | ---------------------------- | ----- |
| F-77     | HMNZS Te Kaha | 22 juillet 1995 | 22 juillet 1997  | Nouvelle-Zélande en activité |       |
| F-111    | HMNZS Te Mana | 17 mai 1997     | 10 décembre 1999 | Nouvelle-Zélande en activité |       |